# 大住郡
- 令制国一覧 > 東海道 > 相模国 > 大住郡
- 日本 > 関東地方 > 神奈川県 > 大住郡

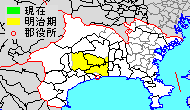
神奈川県大住郡の範囲

大住郡（おおすみぐん）は、神奈川県（相模国）にあった郡。

## 郡域
現在の行政区画では概ね以下の区域に相当する。
- 伊勢原市（全域）
- 平塚市（大字出縄、山下、万田、高根を除く全域）
- 秦野市（大字菖蒲、八沢、柳川、三廻部を除く全域）
- 厚木市（旭町二 - 五丁目、岡田一 - 四丁目および大字戸田、長沼、酒井、上落合、岡田、下津古久）[要出典]

## 歴史

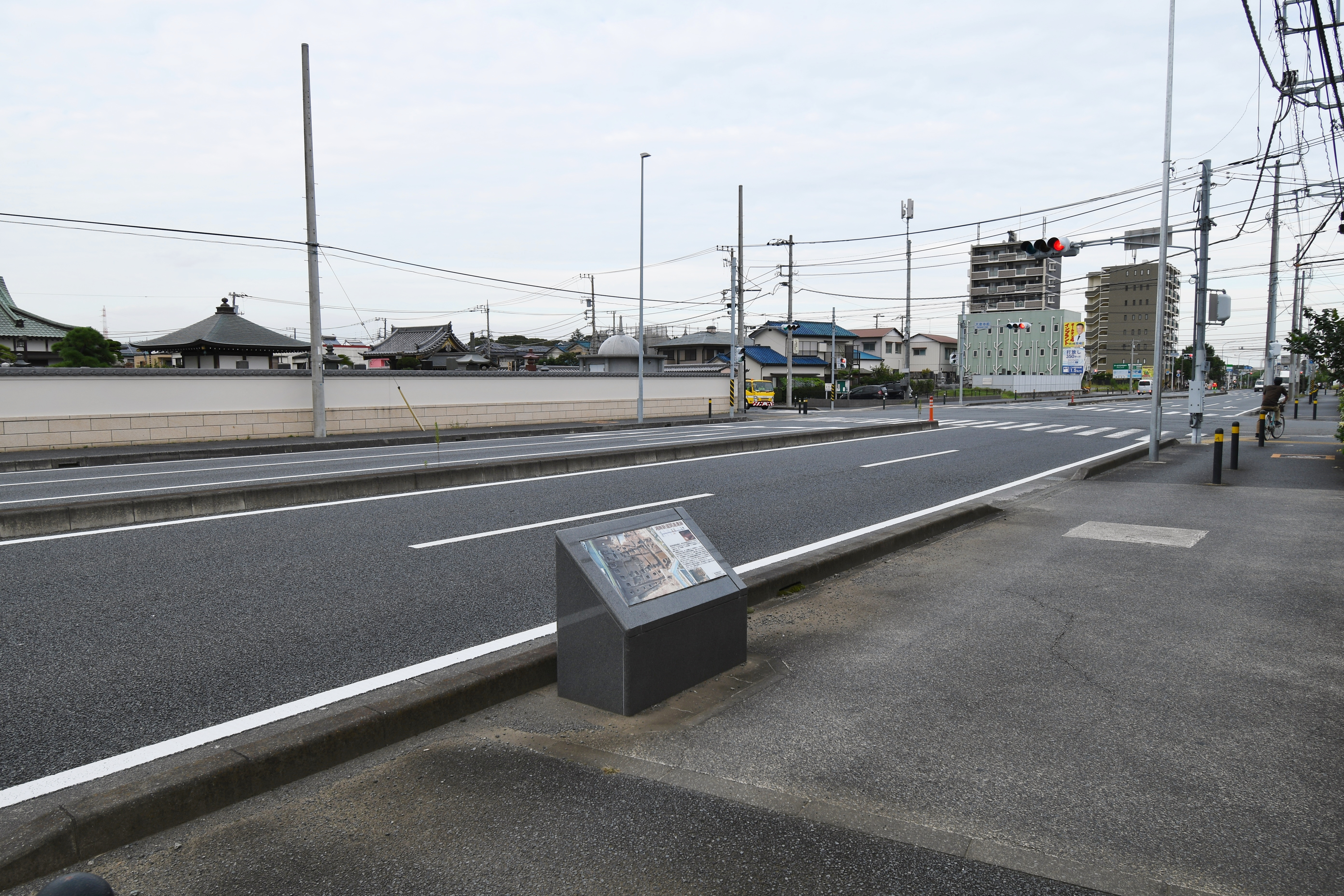
推定相模国庁跡（平塚市四之宮）湘南新道関連遺跡。歩道上に大型建物跡（推定国庁西脇殿）の遺構標示。

真土大塚山古墳から、古墳時代初頭の土師器片と、京都の椿井大塚山古墳のものと同じ鋳型の三角縁神獣鏡が出土している。
『延喜式』では「大住郡」、『和名類聚抄』では「於保須美（オホスミ）」とある。
郡衙は平塚市四之宮付近にあったと見られている。また国衙も四之宮付近に置かれていた可能性があり、『和名抄』および『拾芥抄』に記述がある。1979年（昭和54年）から行われた四之宮下郷遺跡群の発掘調査では、前鳥神社周辺から墨書土器、灰釉陶器、装身具などが出土した。さらに1989年（平成元年）には、稲荷前A遺跡で「国厨」「大住厨」と記した土師器が発見され、さらに2004年（平成16年）の湘南新道建設事業に伴う発掘調査で、六ノ域遺跡・坪ノ内遺跡から国府脇殿と見られる8世紀前葉の大型掘立柱建物が検出されたことで、相模国府が成立当初から平塚市四之宮にあった可能性が有力化してきている。

### 近代以降の沿革
- 「旧高旧領取調帳」に記載されている明治初年時点での支配は以下の通り。●は村内に寺社領が、○は寺社除地（領主から年貢免除の特権を与えられた土地）が存在。幕府領は代官・江川太郎左衛門支配所（韮山代官所）が管轄した。詳細不明や他村の一部に含まれる村は村数に数えない。（119村）

| 知行         | 知行                         | 村数 | 村名 |
| ------------ | ---------------------------- | ---- | --- |
| 幕府領       | 旗本領                       | 72村 | ●田村、大島村、●入野村、●小鍋島村、●城所村、小峯村、●寺田縄村、●下島村、●丸島村、馬渡村、大句村、●大畑村、矢崎村、●石田村、南原村、上入山瀬村、下入山瀬村、●中原下宿、●豊田本郷村、●上平間村、下平間村、●小稲葉村、北大縄村、吉際村、●上糟屋村、●池端村、●三之宮村、●南矢名村、●土屋村、●岡田村、酒井村、下落合村、●高森村、●北金目村、●上吉沢村、松延村、●片岡村、入部村、友牛村、千須谷村、●徳延村、広川村、●南金目村、●公所村、河内村、久松村、●下吉沢村、伊勢原村、西冨岡村、白根村、●串橋村、神戸村、●善波村、坪之内村、●粟窪村、笠窪村、●子安村、○田中村、●東冨岡村、板戸村、●日向村、●蓑毛村、●東田原村、●西田原村、堀川村、下大槻村、●上大槻村、●今泉村、五分一村、●千村、大竹村（現秦野市）、●平沢村 |
| 幕府領       | 幕府領（江川支配所）・旗本領 | 2村  | 馬入村、見附島村 |
| 藩領         | 相模小田原藩                 | 6村  | ●平塚宿、●平塚新田（平塚新宿の誤記か）、彦右衛門新田（詳細不明）、須賀村、●戸川村、三屋村、●横野村、長持入部（詳細不明） |
| 藩領         | 下野烏山藩                   | 2村  | 上岡田村（岡田村の一部）、下岡田村（岡田村の一部）、●伯母様村、●栗原村 |
| 藩領         | 下総佐倉藩                   | 3村  | 打間木村、●宮下村、●平等寺村 |
| 藩領         | 下総生実藩                   | 2村  | ●名古木村、●落合村 |
| 藩領         | 武蔵金沢藩                   | 5村  | ●根坂間村、●菩提村、●羽根村、長持村、●堀山下村 |
| 藩領         | 佐倉藩・六浦藩               | 1村  | 西海地村 |
| 幕府領・藩領 | 幕府領・旗本領・六浦藩       | 1村  | ●寺山村 |
| 幕府領・藩領 | 旗本領・小田原藩             | 11村 | 堀沼城村、●真田村、●○曽屋村、八幡村、●大神村、中原上宿、●戸田村、●四ノ宮村、長沼村、飯島村、堀斎藤村 |
| 幕府領・藩領 | 旗本領・金沢藩               | 1村  | ●渋沢村 |
| 幕府領・藩領 | 旗本領・小田原藩・金沢藩     | 1村  | 下津古久村 |
| 幕府領・藩領 | 旗本領・烏山藩               | 3村  | 下谷村、●○下糟屋村、北矢名村 |
| 幕府領・藩領 | 旗本領・佐倉藩               | 6村  | 上谷村、●○沼目村、大竹村（現伊勢原市）、真土村、●上落合村、●落幡村 |
| 幕府領・藩領 | 旗本領・生実藩               | 1村  | 尾尻村 |
| その他       | 寺社領                       | 2村  | 大山町、小簑毛村 |

- 1868年（慶応4年）
  - 3月19日 - 神奈川奉行が新政府軍に接収されて横浜裁判所となり、幕府領・旗本領を管轄したが、韮山代官所管轄地域の一部事務は引き続き韮山代官所が扱った。
  - 4月20日 - 横浜裁判所が神奈川裁判所に改称。内務は管下の戸部裁判所が担当した。
  - 6月17日 - 神奈川裁判所が神奈川府に改称。
  - 6月29日 - 韮山代官所が韮山県に改組され、一部事務を引き継ぐ。
  - 小田原藩の減封、徳川将軍家の府中藩への転封にともなう小田原藩の領地替えにより、本来の小田原藩領が神奈川府の管轄に、渋沢村、下大槻村、上大槻村、今和泉村および尾尻村の旗本領が新たに小田原藩の管轄になる。
- 1868年（明治元年）9月21日 - 神奈川府が神奈川県に改称。
- 明治初年（116村）
  - 五分一村が足柄上郡井ノ口村に編入。
  - 伯母様村、栗原村が三ノ宮村に編入。
  - 2ヶ所存在した大竹村が、それぞれ東大竹村（現伊勢原市）、西大竹村（現秦野市）に改称。
- 1869年（明治2年）6月23日 - 金沢藩が任知藩事にともない六浦藩に改称。
- 1871年（明治4年）
  - 7月14日 - 廃藩置県により、藩領が小田原県、烏山県、佐倉県、生実県、六浦県の管轄となる。
  - 11月14日 - 第1次府県統合により、全域が足柄県の管轄となる。
- 1876年（明治9年）
  - 4月18日 - 第2次府県統合により、足柄県が神奈川県、静岡県に合併され、当郡は神奈川県の管轄となる。
  - 松延村、友牛村、久松村が合併して纒村となる。（114村）
- 1878年（明治11年）
  - 7月22日 - 郡区町村編制法により、行政区画としての大住郡を設置。淘綾郡大磯町に「淘綾大住郡役所」が設置され、淘綾郡とともに管轄。
  - 上入山瀬村、下入山瀬村が合併して入山瀬村となる。（113村）
- 1887年（明治20年） - 堀沼城村、堀斎藤村が合併して堀西村となる。（112村）

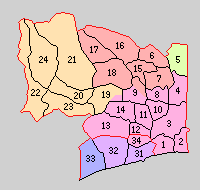
1.平塚町 2.須馬村 3.大野村 4.神田村 5.相川村 6.成瀬村 7.大田村 8.城島村 9.岡崎村 10.豊田村 11.金田村 12.小中村 13.土沢村 14.金目村 15.伊勢原町 16.高部屋村 17.大山町 18.比々多村 19.大根村 20.秦野町 21.東秦野村 22.西秦野村 23.南秦野村 24.北秦野村（赤：平塚市 橙：伊勢原市 黄：秦野市 緑：厚木市 31 - 34は淘綾郡）

- 1889年（明治22年）4月1日 - 町村制の施行により、以下の町村が発足。（4町20村）
  - 平塚町 ← 平塚宿、平塚新宿（現：平塚市）　
  - 須馬村 ← 須賀村、馬入村（現：平塚市）
  - 大野村 ← 真土村、中原上宿、中原下宿、四ノ宮村、八幡村、南原村（現：平塚市）
  - 神田村 ← 田村、吉際村、大神村（現平塚市）
  - 相川村 ← 戸田村、長沼村、酒井村、上落合村、岡田村、下津古久村（現：厚木市）
  - 成瀬村 ← 下糟屋村、見附島村、東富岡村、高森村、下落合村、石田村、粟窪村（現：伊勢原市）
  - 大田村 ← 下谷村、上谷村、上平間村、下平間村、小稲葉村、沼目村（現：伊勢原市）
  - 城島村 ← 下島村、小鍋島村、城所村、大島村（現平塚市）
  - 岡崎村 ← 矢崎村、丸島村、大畑村、西海地村、北大縄村、入山瀬村（現：平塚市）、馬渡村、大句村（現：伊勢原市）
  - 豊田村 ← 小峯村、宮下村、打間木村、豊田本郷村、平等寺村（現：平塚市）
  - 金田村 ← 寺田縄村、長持村、飯島村、入野村、入部村（現：平塚市）
  - 小中村 ← 河内村、根坂間村、徳延村、公所村、纒村（現：平塚市）
  - 土沢村 ← 土屋村、上吉沢村、下吉沢村（現：平塚市）
  - 金目村 ← 北金目村、南金目村、千須谷村、片岡村、広川村（現：平塚市）
  - 伊勢原町 ← 伊勢原村、板戸村、東大竹村、田中村、池端村（現：伊勢原市）
  - 高部屋村 ← 上糟屋村、日向村、西富岡村（現：伊勢原市）
  - 大山町 ← 大山町、子安村（現：伊勢原市）
  - 比々多村 ← 神戸村、坪之内村、白根村、串橋村、善波村、笠窪村、三之宮村（現：伊勢原市）
  - 大根村 ← 真田村（現平塚市）、北矢名村、南矢名村、落幡村、下大槻村（現：秦野市）
  - 秦野町 ← 曽屋村、上大槻村（現秦野市）
  - 東秦野村 ← 東田原村、蓑毛村、名古木村、西田原村、小蓑毛村、寺山村、落合村（現：秦野市）
  - 西秦野村 ← 堀西村、堀川村、千村、堀山下村、渋沢村（現秦野市）
  - 南秦野村 ← 今泉村、西大竹村、尾尻村、平沢村（現：秦野市）
  - 北秦野村 ← 菩提村、羽根村、三屋村、横野村、戸川村（現：秦野市）
- 1896年（明治29年）4月1日 - 淘綾郡と大住郡が廃止され、両郡の区域をもって中郡が発足[5]。

## 行政
大住・淘綾郡長
『神奈川県史 別編1 人物』による。
| 代 | 氏名         | 就任年月日                 | 退任年月日                | 備考                                        |
| -- | ------------ | -------------------------- | ------------------------- | ------------------------------------------- |
| 1  | 山口佐七郎   | 明治11年（1878年）11月18日 | 明治15年（1882年）3月     |                                             |
|    | 飯岡頼重     | 明治15年（1882年）3月      | 明治19年（1886年）9月     |                                             |
|    | 佐藤喜左衛門 | 明治19年（1886年）9月      | 明治23年（1890年）3月     |                                             |
|    | 増田知       | 明治23年（1890年）6月      | 明治24年（1891年）5月     |                                             |
|    | 曽根盛鎮     | 明治24年（1891年）5月      | 明治29年（1896年）3月26日 | 淘綾郡との合併により大住郡廃止 中郡長へ転任 |